# Luganoiidae
Die Luganoiidae sind eine ausgestorbene Knochenfischfamilie. Die Gruppe lebte in der mittleren Trias. Fossilien wurden bisher ausschließlich in der Lombardei gefunden.

## Merkmale
Die Luganoiidae vereinen Merkmale der Knorpel- und der Knochenganoiden. So ist ihre Schwanzflosse fast homocerk, Rücken- und Afterflosse haben nur wenige Flossenstrahlen. Diese sind in ihrem körpernahen Abschnitt ungegliedert. Der Kiemendeckel weist kein Interoperculare auf, der Vordeckel (Praeoperculum) ist scheibenförmig und hat einen nach vorn-unten weisenden Auswuchs. Die Einzelknochen des Schädeldachs können zu einem einzigen plattenartigen Knochen verschmolzen sein.

## Gattungen
- Besania
- Luganoia